# Šagat' v nikuda
Šagat' v nikuda (in russo Шагать в никуда?) è un singolo promozionale della cantante russa Lena Katina, pubblicato il 29 dicembre 2024 come terzo estratto dall'EP Maneken.

## Descrizione
Il brano, registrato nel 2022 per l'EP Maneken, uscito nell'aprile del 2023, è stato scritto da Daniil Ruvinskij e Pavel Masjutka. Il suo titolo può essere tradotto in "Vagare da nessuna parte".

## Video musicale
Il video musicale, diretto da Konstantin Čerepkov per la SeverVideo, conclude la trilogia iniziata con Taksi e proseguita con Bella ciao. Come per le due precedenti, la clip è stata registrata nel 2023 e la sua pubblicazione era pianificata per l'autunno di quell'anno per poi essere rimandata fino al 29 dicembre 2024. Alle riprese ha partecipato anche il marito di Katina, Dmitrij Spiridonov.

## Tracce
Testi e musiche di Daniil Ruvinskij e Pavel Masjutka.
1. Šagat' v nikuda (Шагать в никуда) – 2:56